# ザ・リング
『ザ・リング』（原題: The Ring）は、2002年のアメリカ製作の超自然的ホラー映画。ゴア・ヴァービンスキーが監督、スコット・フランクとアーレン・クルーガーが脚本を務め、ナオミ・ワッツ、マーティン・ヘンダーソン、デヴィッド・ドーフマン、ブライアン・コックスらが出演する。鈴木光司の小説『リング』を基にした、中田秀夫監督の1998年の日本のホラー映画『リング』のリメイク作品。
2002年10月18日に劇場公開され、批評家からは雰囲気、映像、ワッツの演技などが高く評価され、高評価を得た。この映画は、4,800万ドルの製作費で全世界で2億4,900万ドル以上の興行収入を記録し、ホラーのリメイク作品の中で最も高い興行収入を記録した作品のひとつとなった。アメリカの「ザ・リング」シリーズの第1作目であり、『ザ・リング2』（2005年）、『ザ・リング/リバース』（2017年）と続く。
この映画の成功で、『THE JUON/呪怨』、『ダーク・ウォーター』、『シャッター』、『the EYE 【アイ】』など、アジアン・ホラー映画の英語版リメイクが多く製作される事になった。

## ストーリー
友人のケイティの家に泊まったベッカは、テープを見ると電話がかかって「後7日」と死の予告がきて、実際に死ぬという噂話をする。ケイティは一週間前にそのビデオを観ていた。そしてその後、ケイティが自宅で変死しているのを発見される。
シアトル・ポスト誌の記者レイチェル・ケラーは、姪であるケイティの葬儀の席で、ケイティの母に死の真相を調査してほしい、と請われる。息子エイダンが死体の絵を描いていると心配する保母に、レイチェルはケイティが亡くなったからだと答えるが、ケイティが亡くなったのは3日前で絵は先週描いたものだった。
調査してみるとベッカはケイティの死のショックで精神科に入院中で、同時刻に4人の人間が死んでいる事を知る。遺品のアルバムを調べると楽しそうなキャンプ風景に、奇妙な写真が混ざっているのに気づく。死亡した彼らの顔が全て歪んで映っていたのだ。写真から山のコテージ「シェルター山荘」を突き止め、部屋で奇妙なテープを見てしまい、電話から少女の声で死の宣告を受ける。
その後、レイチェルを撮った写真は全て彼女の顔が歪んで写るようになる。レイチェルは映像処理の仕事に携わる元夫・ノアにコピーを渡し、その原因が「呪いのビデオ」と呼ばれるビデオテープである事を突き止める。ノアは信じようとしなかったが、調査には協力する事になる。
レイチェルは勤め先のデッキを使ってコピーするが、どういうわけか問題のビデオテープを動かすと機材のカウンターが奇怪な表示になってしまう。更に、ビデオテープの原盤を調べたノアは、このテープには録画に使用した機材のデータが一切残されていない、と言う。辛うじて映っている「灯台の島」の事を調べると馬が大量に死に、自殺した女性もいる事が分かる。さまざまな怪奇現象を目にしたノアは、レイチェルの話を信用し、真相解明に動き出す。
しかしその晩、眠れなかったエイダンが呪いのビデオをうっかり見てしまう。エイダンは「謎の少女」と話をしながら絵を描いていた。呪いを解く為、灯台のあるモエスコに行くと、亡くなった母アンナと娘サマラ、アンナの夫リチャード・モーガンの存在にたどり着く。
地元の医師グラズニックによると、66年に流産していたアンナは、孤児サマラを養子として引き取った。しかしその後アンナは恐ろしい幻覚を見るようになり、島に災いが起き始める。サマラがエオラ精神病院に入院させられると、災いは静まった。その後、アンナは海に身投げして自殺している事を知る。レイチェルはリチャードが隠し持っていたサマラの治療記録のビデオを発見し、サマラが両親の愛に飢え、母を恋しがり、父に嫌われて悲しんでいる映像を見る。そこへ現れたリチャードがレイチェルを殴りつけ、ビデオの入ったテレビを持ち出し浴室で感電自殺を図った。
エイダンの話でモーガン家の納屋を調べると、そこにサマラが幽閉されていた事、描かれた木を見てあの山のコテージだと気付く。コテージの部屋をノアと調べていると床下から深い井戸を見つけ、レイチェルが不可解な形で落下し、蓋が閉まる。レイチェルはサマラが見た過去の記憶を体験し、アンナがサマラを生きたまま井戸に捨てた事を知る。サマラの白骨死体を発見したレイチェルは「きっと井戸の中で7日間生きていたんだろう」という。彼女の遺体を埋葬すると、レイチェルの痣も消え、予告の時間になってもレイチェルは死ななかった。
呪いは終わったかのように思えた。しかし深夜にエイダンはサマラを「助けちゃいけないのに、あの子は眠らない」という。その頃、ノアの部屋のテレビに井戸から這い上がるサマラの映像が流れる。そして画面からサマラが現れ、ノアは変死。レイチェルは自分が死なない理由は「ビデオのコピーをとったから」だと結論づけ、エイダンにビデオをコピーさせる。

## 登場人物
レイチェル・ケラー
演 - ナオミ・ワッツ
シアトル・ポスト誌の記者。原典での浅川玲子にあたる。
ノア
演 - マーティン・ヘンダーソン
レイチェルの元夫。原典での玲子の元夫・高山竜司にあたる。
エイダン・ケラー
演 - デヴィッド・ドーフマン
レイチェルとノアの息子。ケイティの死を予期する不審な行動が目立つ。原典での玲子の息子・陽一にあたる。
リチャード・モーガン
演 - ブライアン・コックス
サマラの養父。真相にたどり着いたレイチェルを殴打した後にサマラの実験映像のビデオが入ったテレビを持ち込んで浴室で感電自殺した。原典での山村貞子の義父・伊熊平八郎にあたるが、原典とは異なり貞子を井戸に突き落とす事はせず、リチャードの末路も原典とは大きく異なっている。
サマラ・モーガン
演 - ダヴェイ・チェイス
呪いのビデオテープに出てくると言われる女性。原典での山村貞子にあたる。
ルース
演 - リンゼイ・フロスト
ケイティの母。レイチェルの姉。原典での大石智子の母親で玲子の姉・良美にあたる。
グラズニック
演 - ジェーン・アレクサンダー
島の医師。
ケイティ・エンバリー
演 - アンバー・タンブリン
レイチェルの姪。ルースの娘。高校生。冒頭で呪いのビデオを見た事で死亡する。原典での玲子の姪・大石智子にあたる。
ベッカ
演 - レイチェル・ベラ
ケイティの友人。高校生。生存しているがケイティの事件のショックで精神を病む。原典での智子の友人・倉橋雅美にあたる。
アンナ・モーガン
演 - シャノン・コクラン
サマラの養母。牧場主でもあり乗馬で賞をとった事もあった。サマラを養女にし、その後サマラを井戸に突き落としたが、後に幻覚を見るようになりエオラ精神病院に入院させられ、44歳で崖から海に身を投げて自殺した。原典での貞子の義母・山村志津子にあたるが、映画版では夫の平八郎が行った貞子を井戸に突き落とす役割をアンナに差し替え、彼女の死に場所についても原作小説および映画版での三原山の火口から島の崖に差し替えられた。

## キャスト
| 役名                 | 俳優                             | 日本語吹替 | 日本語吹替   |
| 役名                 | 俳優                             | ソフト版   | フジテレビ版 |
| -------------------- | -------------------------------- | ---------- | ------------ |
| レイチェル・ケラー   | ナオミ・ワッツ                   | 安藤麻吹   | 井上喜久子   |
| ノア                 | マーティン・ヘンダーソン         | 家中宏     | 関俊彦       |
| エイダン・ケラー     | デヴィッド・ドーフマン           | 上村祐翔   | 大谷育江     |
| リチャード・モーガン | ブライアン・コックス             | 益富信孝   | 富田耕生     |
| サマラ・モーガン     | ダヴェイ・チェイス               | かないみか | 堀江由衣     |
| ルース               | リンゼイ・フロスト               | 野沢由香里 | 佐藤しのぶ   |
| グラズニック         | ジェーン・アレクサンダー         | 磯辺万沙子 | 谷育子       |
| ケイティ・エンバリー | アンバー・タンブリン             | 小島幸子   | 川上とも子   |
| ベッカ               | レイチェル・ベラ                 | 片岡身江   | 甲斐田裕子   |
| ハーヴェイ           | アラン・ブルーメンフェルド       | 廣田行生   | なし         |
| デイブ               | マイケル・スパウンド             | 仲野裕     | 小室正幸     |
| アンナ・モーガン     | シャノン・コクラン               |            | 唐沢潤       |
| ベス                 | ポーリー・ペレット               | 山川亜弥   | 小池亜希子   |
| エイダンの担任       | サンドラ・ジグペン               | 中澤やよい | 加藤有生子   |
| シェルター山荘の主人 | リチャード・ラインバック         | 仲野裕     | 牛山茂       |
| ケレン               | アダム・ブロディ                 | 坪井智浩   | 武藤正史     |
| 女性の若者#1         | サッシャ・バリーズ               |            | 遠藤綾       |
| 女性の若者#2         | テス・ホール                     |            | 木下紗華     |
| デニー（図書館員）   | ガイ・リチャードソン             | 西凜太朗   | 魚建         |
| カル                 | アート・フランケル               | 廣田行生   | 魚建         |
| ダービー             | ビリー ロイド                    | 坪井智浩   | 武藤正史     |
| 資料の管理人         | ロナルド・ウィリアム・ローレンス | 西凜太朗   | 石住昭彦     |
| ドンナ               | ステファニー・アーブ             |            | 堀越真己     |
| ナース               | アイクサ・クレメンテ             |            | 真山亜子     |
| レジ                 | ジョアンナ・リン・ブラック       |            | 小池亜希子   |
| ベビーシッター       | サラ・ルー                       | 小島幸子   | なし         |

- ソフト版：2003年5月2日発売のDVDに初収録

声の出演その他：浅井晴美、中川知恵、竹田雅則
演出：佐藤敏夫、翻訳：宮川桜子、調整：高橋昭雄、製作：ACクリエイト
- フジテレビ版：初回放送2005年6月18日『土曜プレミアム』

演出：高橋剛、翻訳：中村久世、調整：兼子芳博、効果：サウンドボックス、制作：ACクリエイト、プロデューサー：中島良明／遠藤恵（フジテレビ）
2025年2月8日（9日深夜）に「サタ☆シネ」で放送された際は番組表ではソフト版のクレジットだったが、音源及びクレジットはフジテレビ版の物だった。

## スタッフ
- 監督：ゴア・ヴァービンスキー
- 製作：ローリー・マクドナルド / ウォルター・F・パークス
- 脚本：スコット・フランク / アーレン・クルーガー
- 撮影監督：ボジャン・バゼリ
- 視覚効果：シノベーション・スタジオ、アサイラムVFX、パシフィック・タイトル&アート・スタジオ、リズム&ヒューズ、ティペット・スタジオほか
- 音楽：ハンス・ジマー
- 特殊メイク：リック・ベイカー

## 製作
ワシントン州による税制優遇政策から、シアトルとその近郊でロケが行われた。

## 評価
アメリカ版は興行成績が約1億2900万ドルと、予想以上の収入をあげた。4800万ドルという（アメリカの基準では）低予算映画だったため、これはかなりの高回収率であり、アメリカではこの後、続編『ザ・リング2』を始め、『THE JUON/呪怨』（『呪怨』のリメイク）」、『ダーク・ウォーター』（『仄暗い水の底から』のリメイク）」などの多くの作品が作られている。
『THE JUON 呪怨』は1億1000万ドル、『ザ・リング2』は7500万ドルの興行収入といずれも『ザ・リング』の興行収入には届かなかったが、低予算製作を考慮するとビジネス的には成功している。また、『ザ・リング』のDVDはアメリカでは、初日のみで200万枚売れたことで話題になった。
ただし、Rotten Tomatoesによる映画批評家からの芸術的評価は、『ザ・リング』が71％の批評家から賞賛されたのに対し、『THE JUON 呪怨』では40％の賞賛、『ザ・リング2』ではわずか20％の賞賛と、ジャパニーズホラーのリメイクが量産されるのに反比例して、評価は下降している。

## テレビ放映
| 回数 | 放送局     | 放送枠             | 放送日        | 放送時間    | 放送分数 | 吹替版       | 平均世帯 視聴率 | 備考 |
| ---- | ---------- | ------------------ | ------------- | ----------- | -------- | ------------ | --------------- | ---- |
| 1    | テレビ東京 | 午後のロードショー | 2013年2月6日  | 13:25-15:25 | 110分    | フジテレビ版 |                 |      |
| 2    | テレビ東京 | 午後のロードショー | 2016年6月10日 | 13:50-15:55 | 115分    | フジテレビ版 |                 |      |
| 3    | テレビ東京 | 午後のロードショー | 2019年7月2日  | 13:35-15:40 | 115分    | フジテレビ版 |                 |      |
| 4    | テレビ東京 | サタ☆シネ          | 2021年9月12日 | 3:15-5:00   | 105分    | フジテレビ版 |                 |      |
| 5    | テレビ東京 | サタ☆シネ          | 2025年2月9日  | 2:45-4:35   | 110分    | フジテレビ版 | 0.4%            |      |

- 地上波放送・関東地区のみ記載。
- 視聴率はビデオリサーチ調べ。関東地区でのデータ。